# Entertainment Software Rating Board
Entertainment Software Rating Board (forkortet til ESRB) er en amerikansk virksomhed, som står til ansvar for at sætte aldersgrænser på computerspil og give information og råd til personer (specielt forældre), som køber sådanne spil. Virksomheden blev etableret i 1994.

## Aldersmærkning
| Ikon       | Mærkning           | Eksempler |   |
| ---------- | ------------------ | --- | - |
| ESRB: EC   | Early Childhood 3+ | Ofte baseret på tv-serier for børn. |   |
| ESRB: E    | Everyone 6+        | The Legend of Zelda: The Wind Waker, Super Mario Sunshine, Lego Star Wars: The Video Game, New Super Mario Bros.                                                                            |   |
| ESRB: E10+ | Everyone 10+       | Madagascar, Lego Star Wars, Meet the Robinsons, Kingdom Hearts II, TMNT, Shadow the Hedgehog, Spore, Wonderbook: Book of Spells                                                             |   |
| ESRB: T    | Teen 13+           | WWE SmackDown vs. Raw 2009, The Sims-serien, Soulcalibur IV, Mirror's Edge, The World Ends With You, Impossible Creatures                                                                   |   |
| ESRB: M    | Mature 17+         | Halo: Combat Evolved, Resident Evil, Rainbow Six: Vegas, Resistance: Fall of Man, Call of Duty 4: Modern Warfare, Gears of War, Hitman: Contracts, No More Heroes, Mortal Kombat: Deception |   |
| ESRB: AO   | Adults Only 18+    | Grand Theft Auto: San Andreas, Manhunt 2 |   |
| ESRB: RP   | Afventer Vurdering | Fremtidige spil som endnu ikke er blevet vurderet. Denne 'vurdering' ses ofte i trailers for spil.                                                                                          | - |

## Ekstern henvisning
- Wikimedia Commons har flere filer relateret til Entertainment Software Rating Board
- Officiel hjemmeside for ESRB Arkiveret 16. februar 2015 hos  Wayback Machine

| Firma | Spire Denne artikel om et firma eller en virksomhed i USA er en spire som bør udbygges. Du er velkommen til at hjælpe Wikipedia ved at udvide den. |

40°45′10″N 73°58′44″V / 40.7528°N 73.9789°V